# Largo São Bento
O Largo São Bento é considerado um dos espaços públicos mais antigos da cidade de São Paulo. O logradouro foi oficializado através do Ato nº 972, de 24 de agosto de 1916. Sua ocupação ocorreu logo após a fundação de São Paulo em 1554. O espaço abriga a Basílica Abacial de Nossa Senhora da Assunção, o Colégio de São Bento e a Faculdade de São Bento, locais que, em conjunto, designam o Mosteiro de São Bento, um dos pontos turísticos de São Paulo.

## História
No Largo São Bento, estava instalada a taba do Cacique Tibiriçá, pai da índia Bartira que se casou com o pioneiro João Ramalho. A aldeia permaneceu nesse local até o ano do falecimento do Cacique, em 1562. Tibiriçá foi importante na história paulistana, ajudando, junto com outros índios, a defender a futura São Paulo do ataque de tribos inimigas. O Largo era um local estratégico para a defesa da cidade, pois estava localizado no topo de uma colina. Isso proporcionava uma visão ampla da área ao redor da Vila.

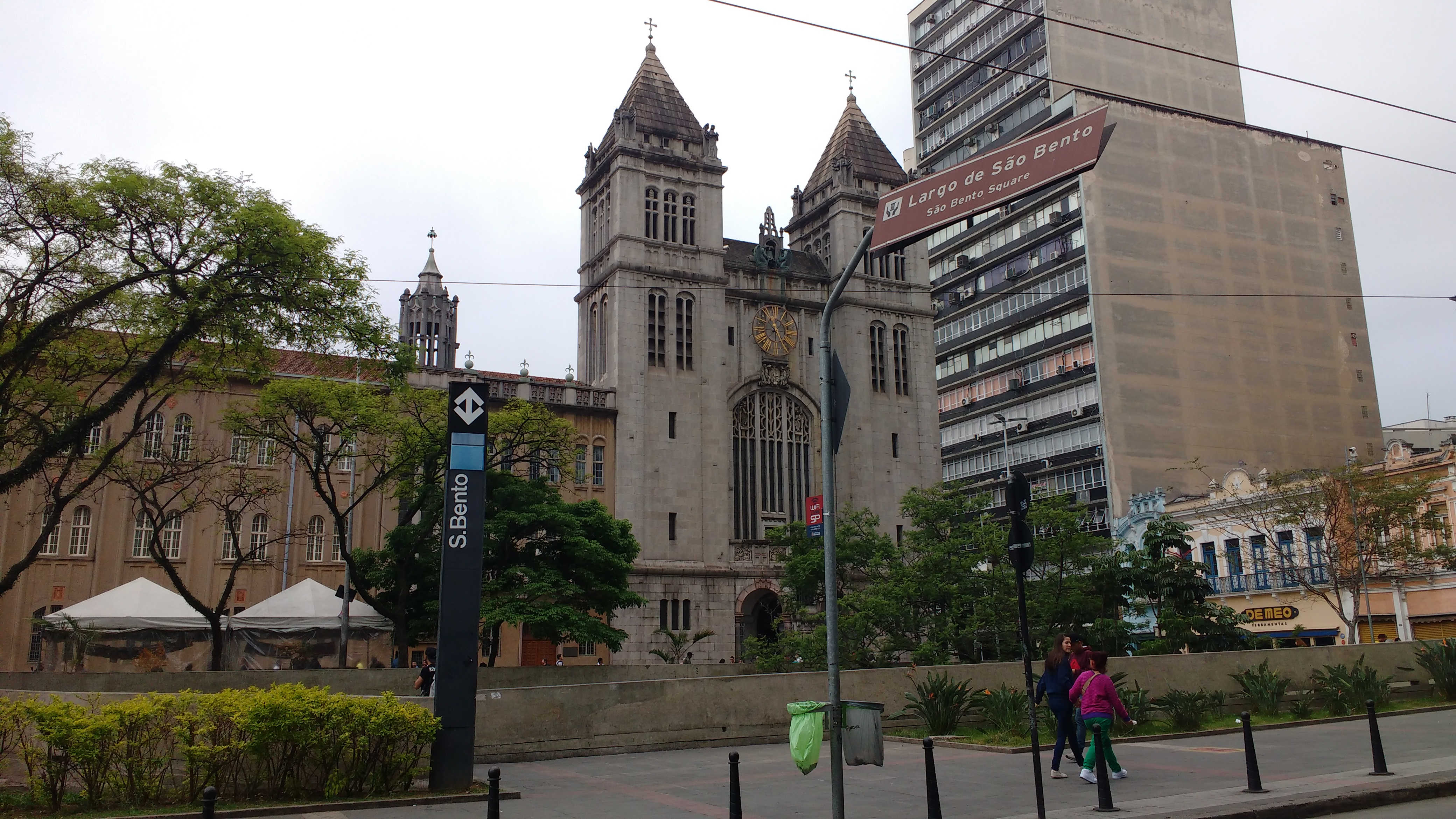
Vista de frente do Largo São Bento com a Rua Líbero Badaró, em São Paulo (SP)

Em 1598, o beneditino Frei Mauro Teixeira escolheu o Largo São Bento para a fundação de uma pequena capela sob a invocação de São Bento. A construção ficaria entre os rios Anhangabaú e Tamanduateí, abrangendo de um lado o Vale do Anhangabaú e, do outro, até a atual rua 25 de Março. Por volta de 1600 vieram para São Paulo outros três beneditinos: frei Mateus de Ascensão, frei Antonio de Assunção e frei Bento da Purificação. Eles transformam a igreja em um mosteiro.
Cinquenta anos depois, Fernão Dias Pais, conhecido como “o caçador de esmeraldas” doou uma grande quantia de dinheiro para que se edificasse uma nova igreja. Como agradecimento, seus restos mortais, assim como os de sua mulher Maria Garcia, foram guardados no mosteiro. Junto ao altar de Fernão Dias e sua mulher, uma placa no chão, além da data de nascimento e morte, diz o seguinte: “Grandes benfeitores desta abadia / Para este jazigo lhes trasladou os restos mortais / A gratidão beneditina”. Fernão Dias, no entanto, costeou a antiga igreja e mosteiro de São Bento que foram demolidos nos primeiros anos do século XX.
Em 1854, o largo passou por uma reurbanização seguindo modelos europeus da época. O motivo foi o intenso movimento graças a dois grandes hotéis instalados em suas redondezas. Os costumes continuaram mudando e com a ideia de banho sendo veiculada à saúde, em 23 de dezembro de 1866, foi inaugurada a mais antiga casa de banho, Seria Paulista, no largo São Bento, nº 01, com oito banheiras em mármores, torneiras e encanamentos de chumbo.
D. Miguel Kruse, em julho de 1900, assume a direção do Mosteiro. Na tentativa de criar um bom colégio secundário, surge, em 1903, o Colégio de São Bento, que ainda permanece sob a administração da Ordem. Em 1908, é fundada a Faculdade de Filosofia, que seria a primeira do Brasil e que, atualmente, encontra-se ligada à PUC de São Paulo. Em 1911, é instalada a primeira abadia de monjas beneditinas da América do Sul, o Mosteiro de Santa Maria.

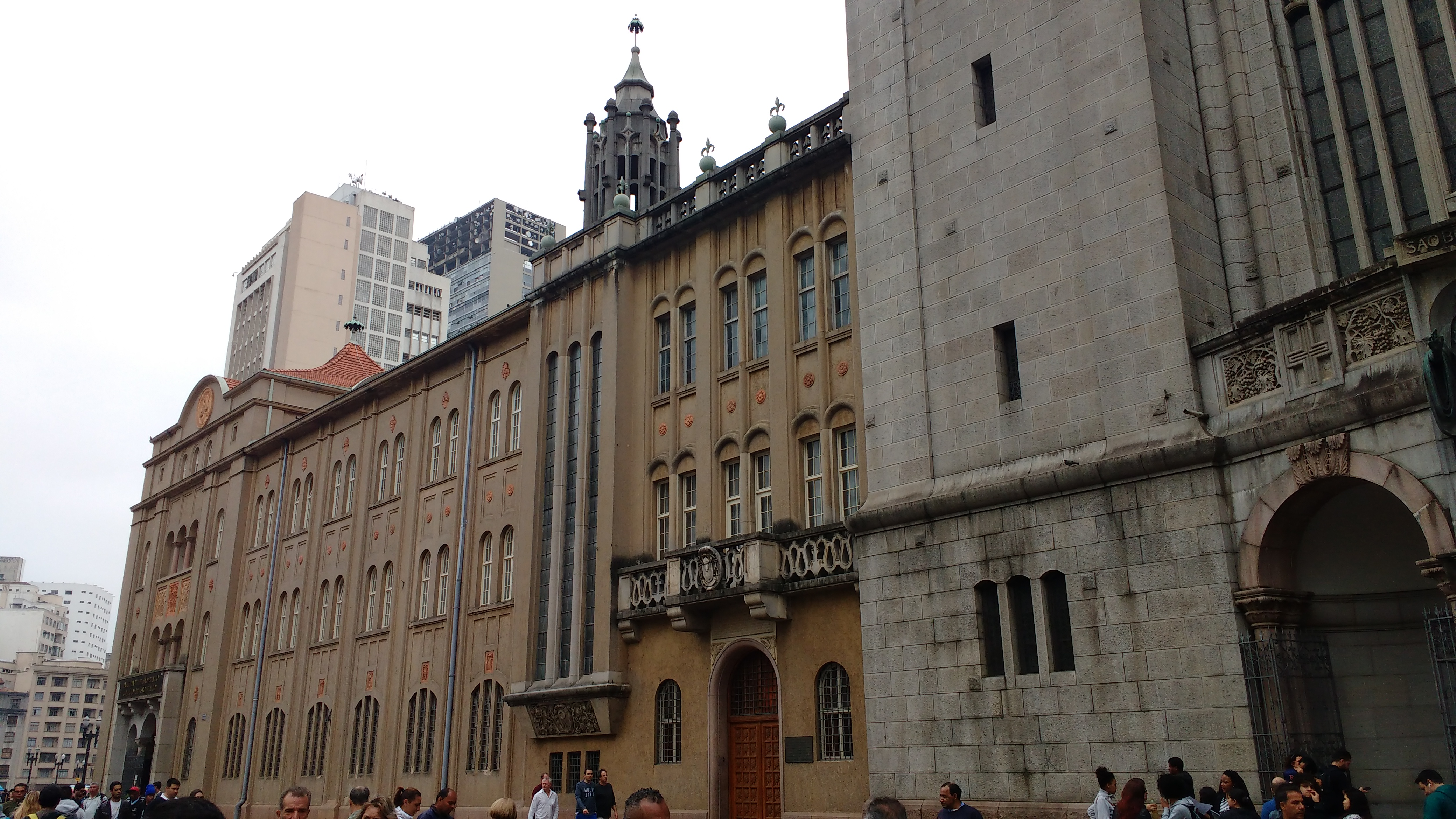
Fachada do Mosteiro de São Bento

Também em 1900, a primeira linha de elétricos da cidade partiu do Largo São Bento e 10 anos depois iniciou-se a construção do novo mosteiro, segundo o projeto do arquiteto Richard Berndl, da cidade de Munique, Alemanha. As obras foram finalizadas em 1921 e, no ano seguinte, deu-se a cerimônia de sua sagração, dando origem ao conjunto beneditino que se conhece.
A última grande transformação veio com o metrô, durante a década de 1970. O largo ganhou bancos, calçadão, jardins e um movimento mais intenso. Em comemoração aos 400 anos do Mosteiro de São Bento, em 1998, a iluminação e a fachada do prédio foram recuperadas, o Largo São Bento reconfigurado e restauraram o grande órgão Walcker, instrumento com mais de seis mil tubos, inaugurado em 1954.

## Vida cultural
Todos os domingos, às 10 horas, acontece no Mosteiro de São Bento uma missa acompanhada por um coral que entoa belos cantos gregorianos. Além da religião, a tradição gastronômica está presente no Largo São Bento. A padaria do mosteiro oferece famosas preparações, como o Bolo dos Monges, Bolo Santa Escolástica, o Pão de São Bento e Pão de Mel Benedictus. Na região próxima ao largo, também é possível encontrar bares e restaurantes tradicionais de São Paulo, como a Casa Mathilde e o Café Girondino.

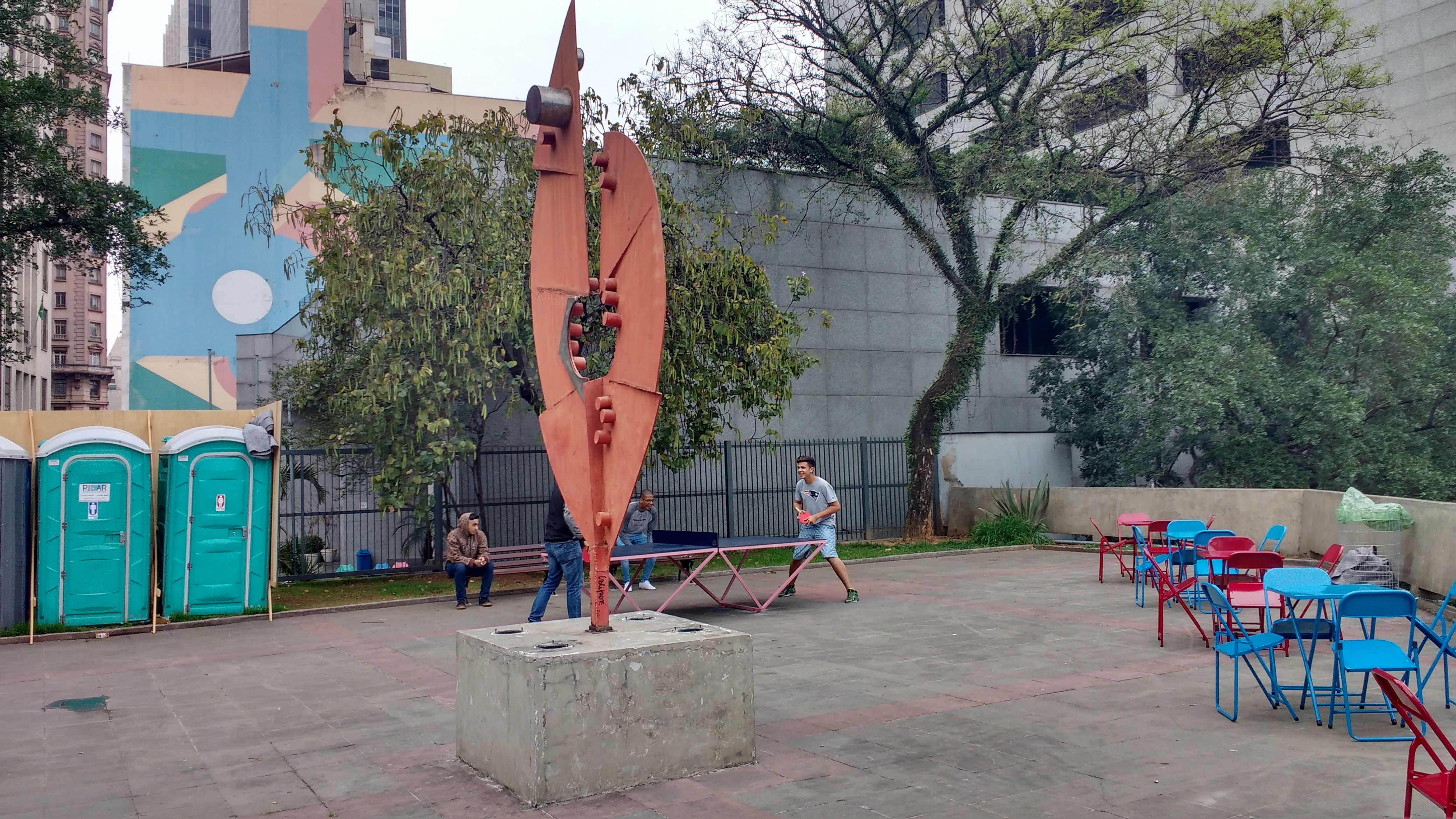
Escultura do artista Caciporé Torres

Outra atração é a biblioteca no Mosteiro de São Bento, com mais de cem mil títulos, muitos deles raros e que vieram ao Brasil junto com os monges beneditinos em 1598. É possível encontrar desde a bíblia de Gutenberg do século 15 até livros como "O Código Da Vinci", de Dan Brown e atuais que atendem à demanda dos alunos dos cursos de Filosofia e Teologia oferecidos pela Faculdade de São Bento. Os alunos têm à disposição uma antessala com mesas e computadores, onde podem consultar as obras, porém o acesso ao ambiente onde se armazenam os livros é restrito aos monges beneditinos que lá vivem. Os interessados de fora podem solicitar uma permissão de visita.
O Largo também abriga eventos periódicos como a Feira São Bento do Livro, organizada pela biblioteca; exposições, como aː O Pequeno Príncipe Descobre o Mosteiro, que aconteceu em agosto de 2016; e o Festival Internacional São Bento de Órgão, que ocorre anualmente na Basílica, desde 1994. Estabelecimentos bancários e lojas do terceiro setor na Estação São Bento oferecem praticidade a quem passa pelo largo. Banheiros públicos, uma mesa de tênis e uma escultura do artista Caciporé Torres terminam de compor este espaço público.

## Galeria

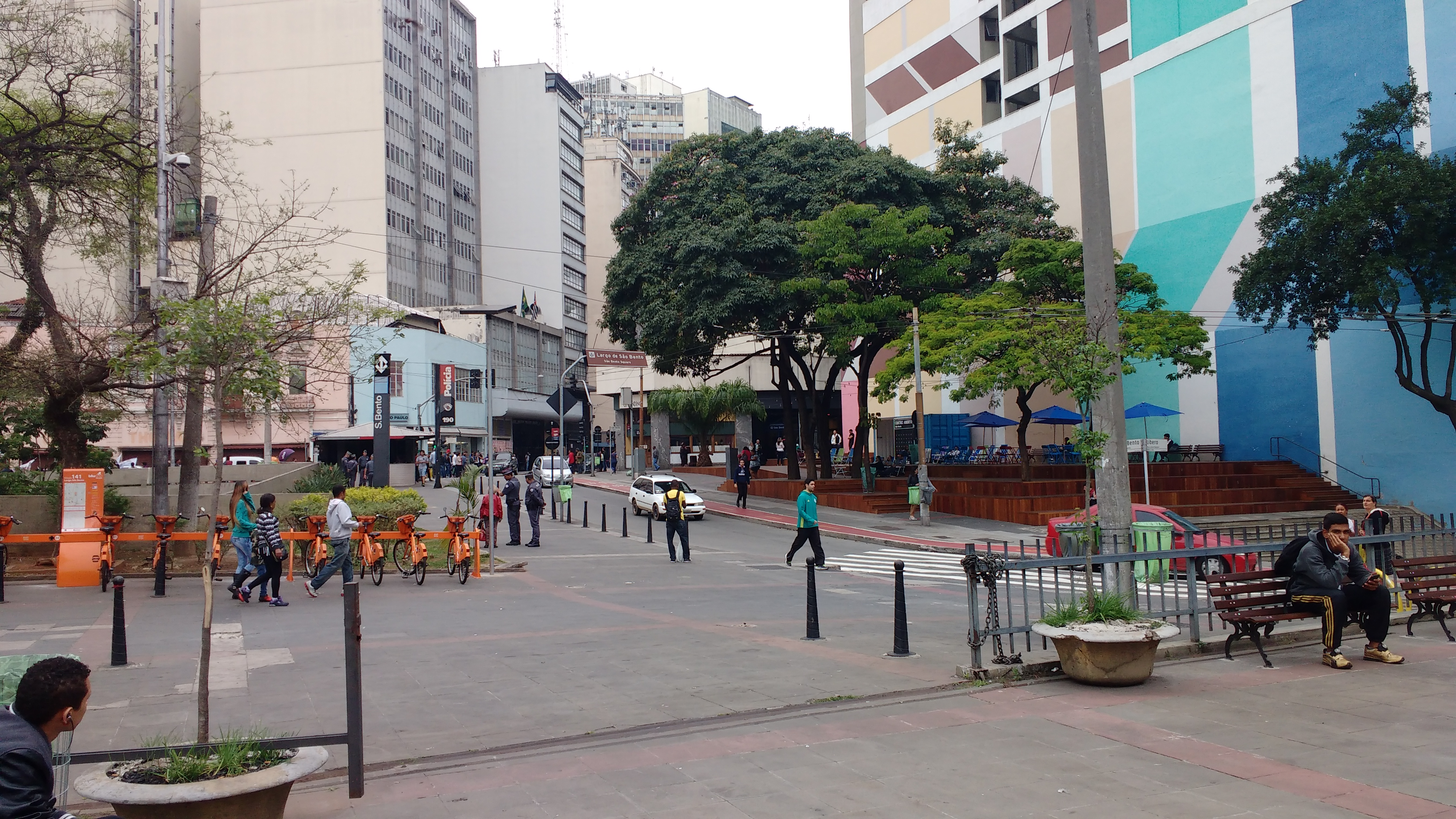
Vista do Largo com a Rua Líbero Badaró
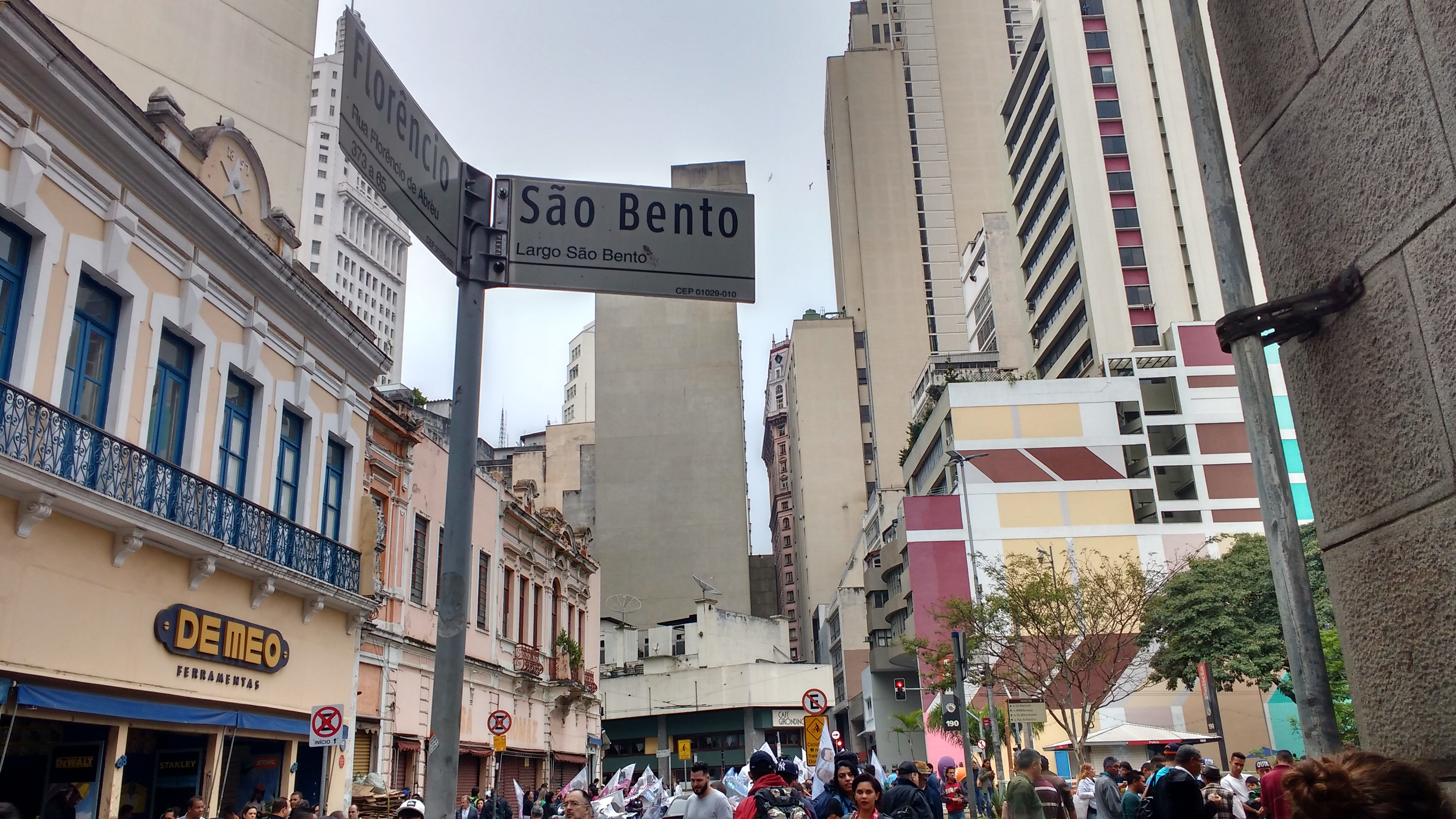
Placa indicando o Largo São Bento
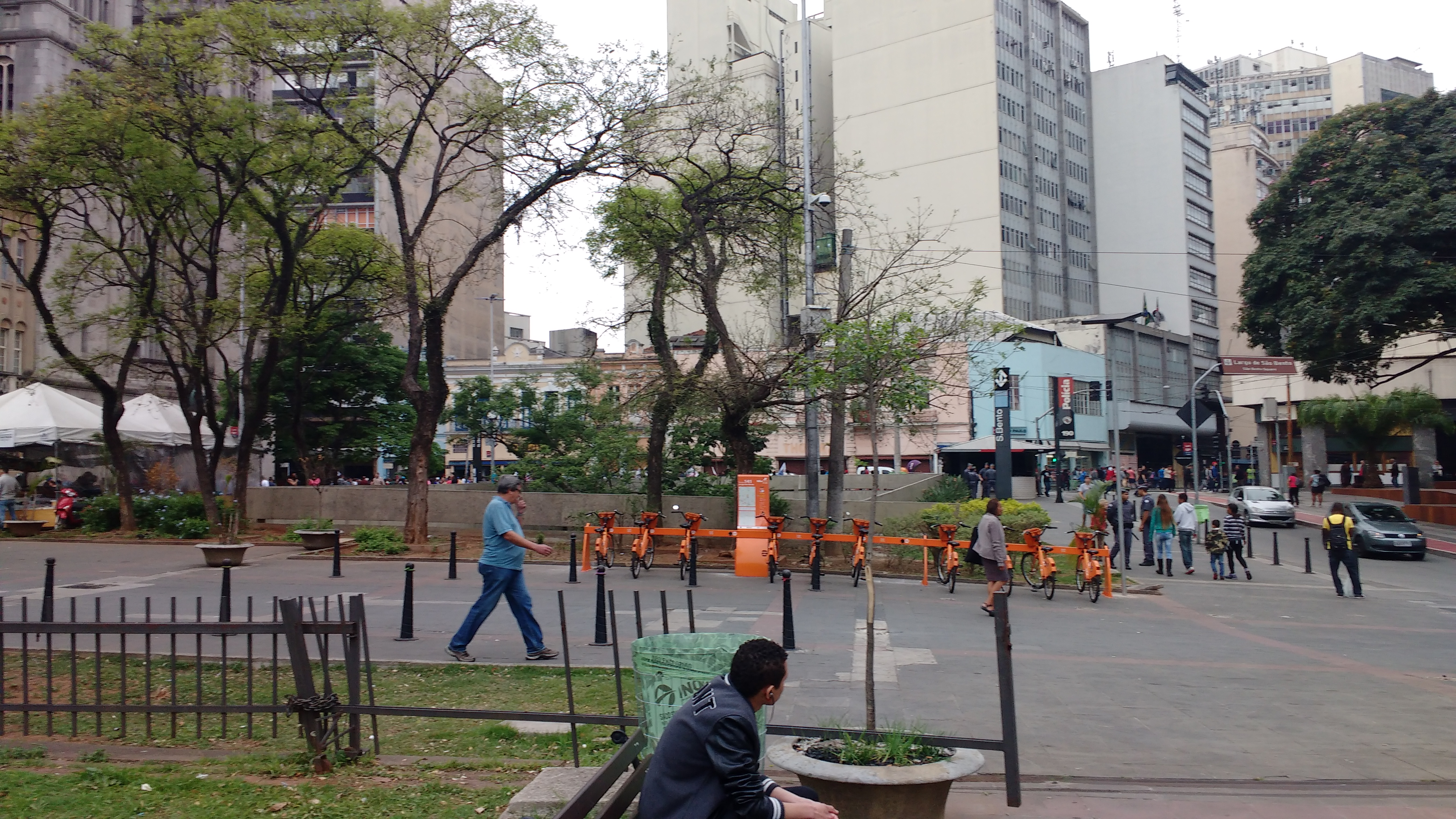
Vista leste do Largo São Bento
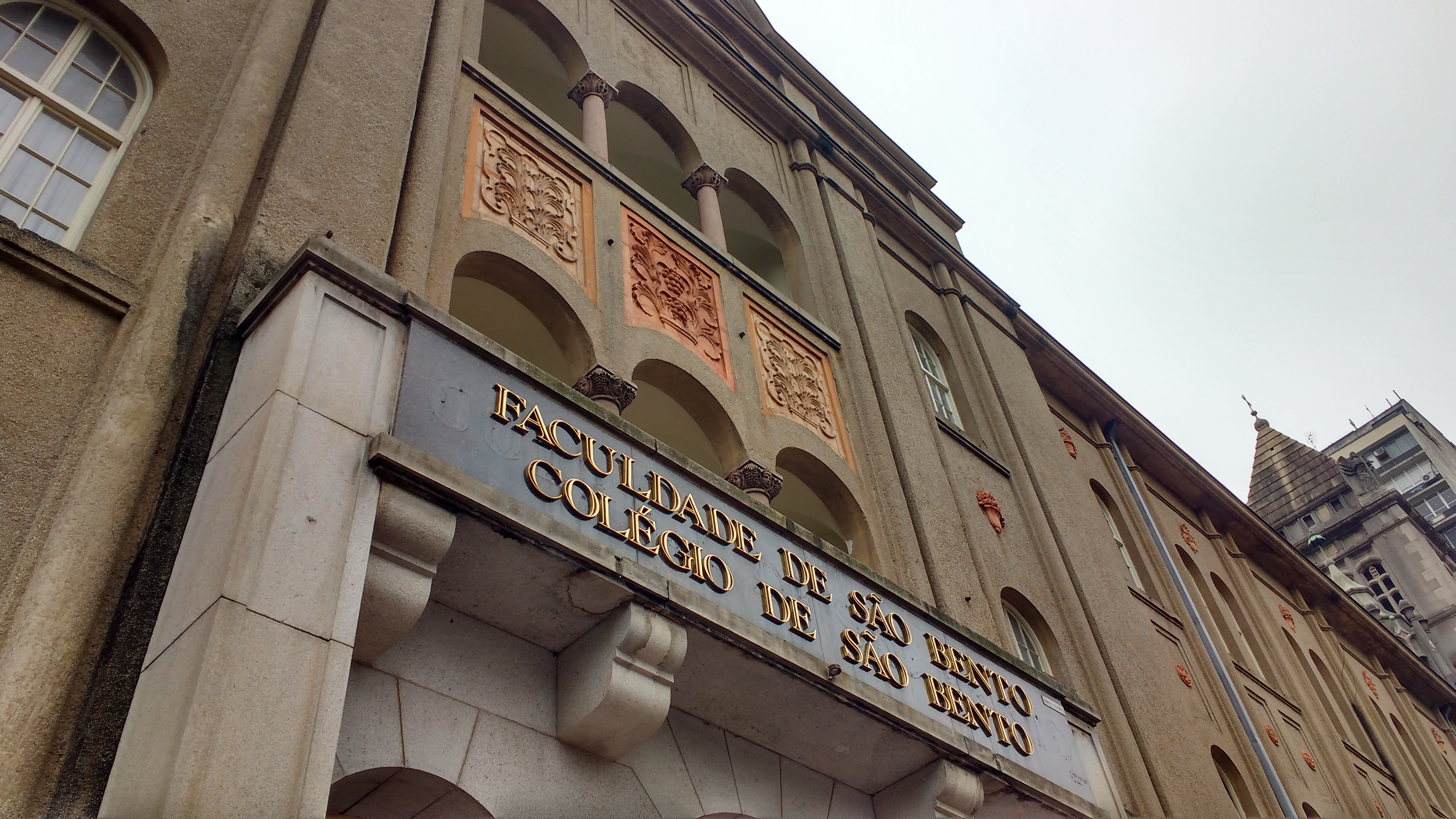
Fachada Faculdade de São Bento
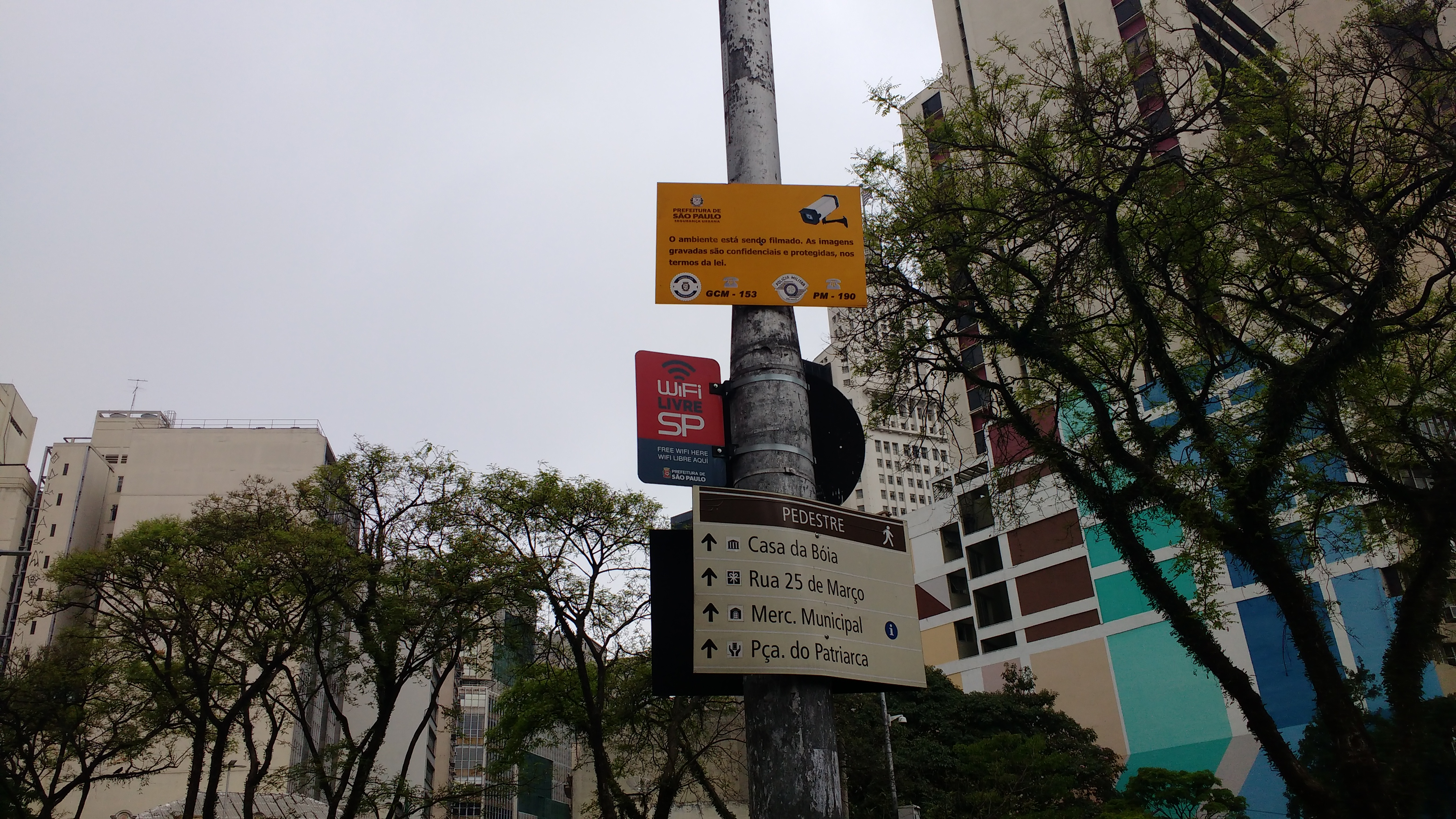
Placa de Wi-fi livre no espaço